# سامسونگ گیر وی‌آر
سامسونگ گیر وی‌آر (انگلیسی: Samsung Gear VR) یک هدست واقعیت مجازی است که توسط سامسونگ الکترونیک با همکاری Oculus توسعه یافته‌است و به وسیلهٔ سامسونگ تولید شده‌است. این هدست در ۲۷ نوامبر ۲۰۱۵ منتشر شد.
گیر وی‌آر نخستین بار در ۳ سپتامبر ۲۰۱۴ معرفی شد. سامسونگ برای اینکه به توسعه دهندگان اجازه ایجاد محتوای گیر وی‌آر را بدهد و به علاقه‌مندان وی‌آر و فناوری دسترسی زودهنگام به این فناوری را بدهد، دو نسخه ابتکاری گیر وی‌آر را پیش از نسخهٔ مصرف‌کننده منتشر کرده بود.